# Addiator

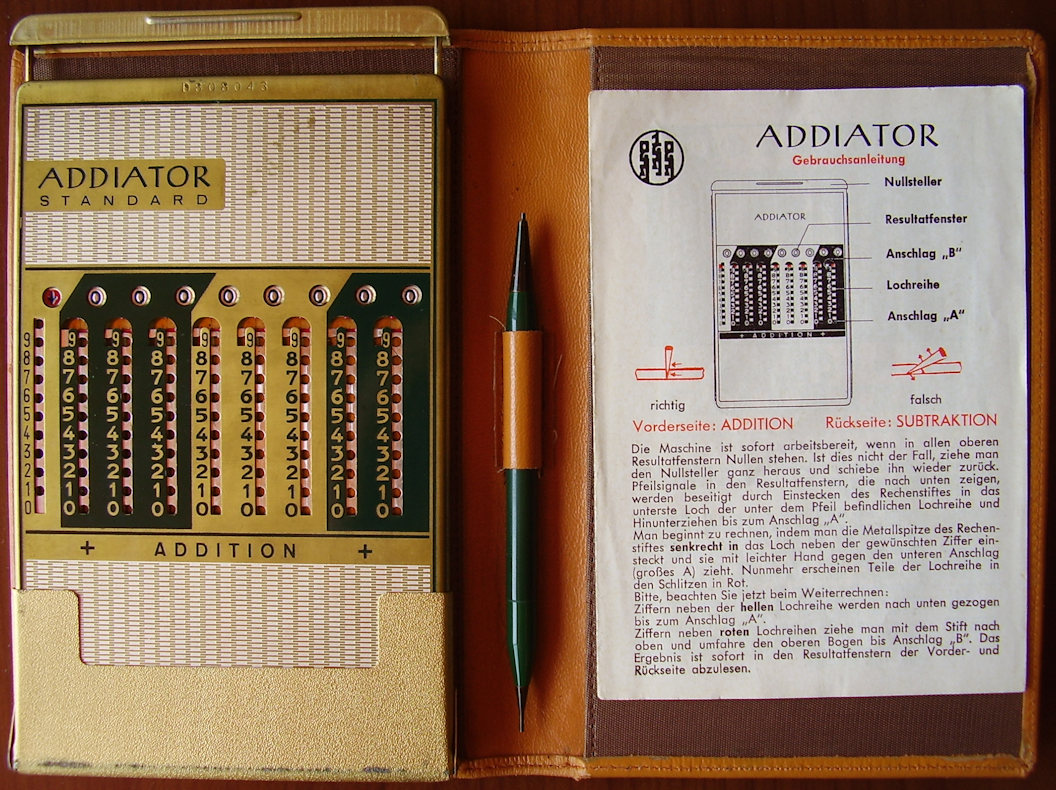
Agenda Addiator Standard

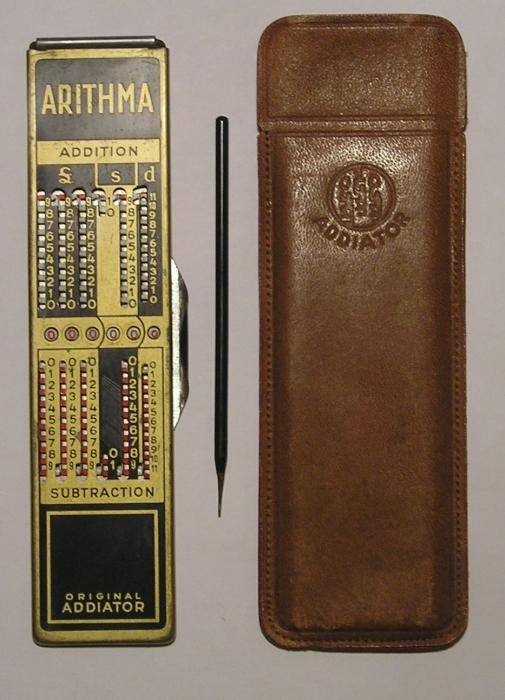
Versione inglese del mod. Arithma

L'Addiator è un'addizionatrice meccanica prodotta dalla Addiator Gesellschaft di Berlino dal 1870 al 1982. È composta da una serie di cremagliere racchiuse in un contenitore metallico e azionabili tramite uno stilo. L'Addiator, prodotto in decine di modelli e milioni di esemplari, ebbe un grande successo, tanto che il suo nome venne spesso utilizzato come antonomasia per indicare tutte le addizionatrici a cremagliera (o aritmografi).

## Descrizione
L'Addiator può essere considerato un calcolatore in quanto, a differenza dell'abaco, è fornito di un meccanismo di riporto delle decine, sia pure solo semi-automatico. Nelle sue versioni più semplici permette di eseguire direttamente solo le addizioni. Le sottrazioni vanno effettuate per complemento. La maggior parte dei modelli, però, permette entrambe le operazioni, grazie ad un doppio sistema di cursori, uno per la somma e uno per la sottrazione, posti uno sopra l'altro (esempio: modello Arithma) o uno dietro l'altro (esempio: modello Standard).
Con semplici modifiche furono realizzati molti modelli per lavorare con basi numeriche non decimali, dalle unità inglesi (piedi/pollici e sterline/scellini/penny), a quelle di tempo (ore/minuti) fino alla versione esadecimale, utilizzata nella programmazione dei primi computer.
L'Addiator deve il suo successo alla portabilità, economicità e relativa facilità d'uso. Divenne rapidamente obsoleto con l'avvento delle prime calcolatrici tascabili.

## Altre addizionatrici a cremagliere
Questo tipo di addizionatrici assunse una connotazione pressoché definitiva con l'aritmografo brevettato dal francese Louis Troncet nel 1889. Però ebbe molti precursori, a partire dalla macchina aritmetrica del francese Caze (1720) che, però, nonostante l'aspetto, deve essere considerata sostanzialmente un abaco in quanto non ha alcun meccanismo di riporto. Mentre l'addizionatrice di Heinrich Kummer (1847) è a tutti gli effetti analoga e precedente al brevetto di Troncet.

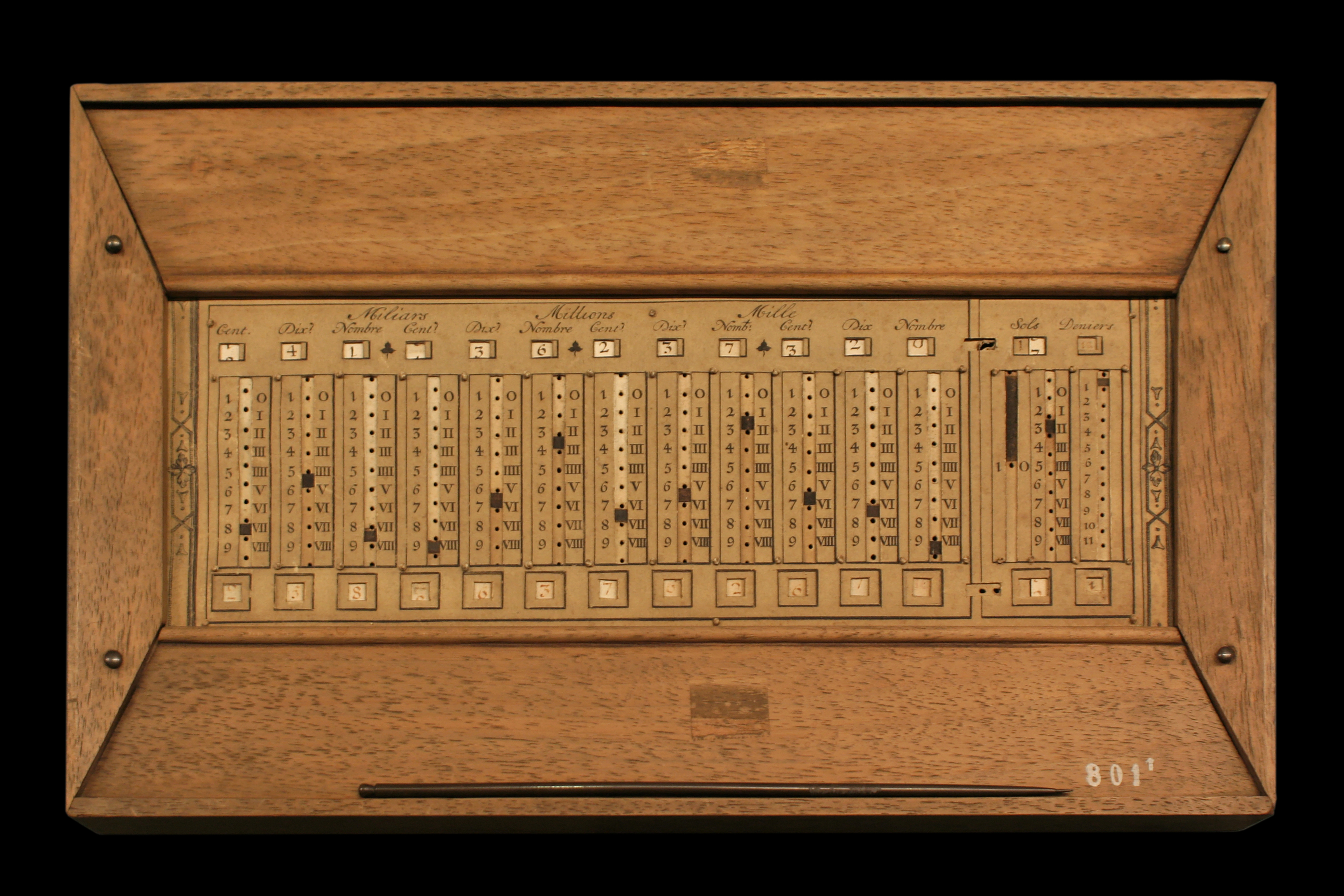
Macchina aritmetica di Caze (Francia, 1720)
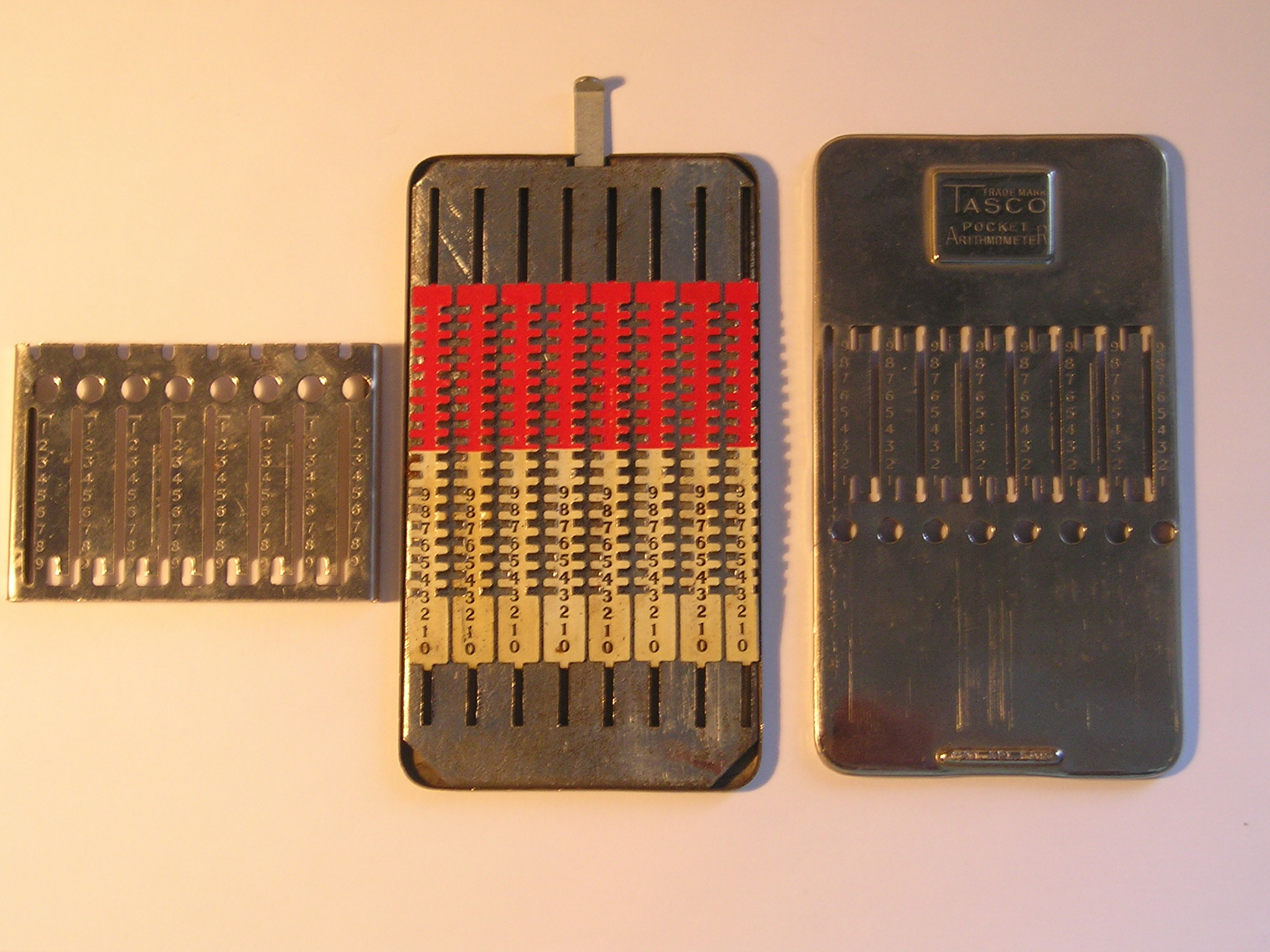
Tasco (USA)
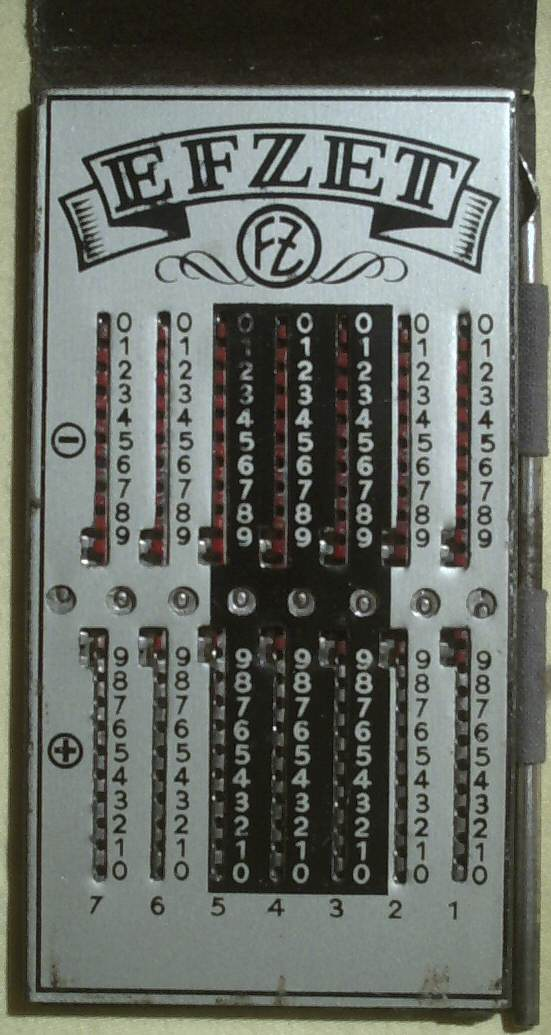
Efzet (Germania)
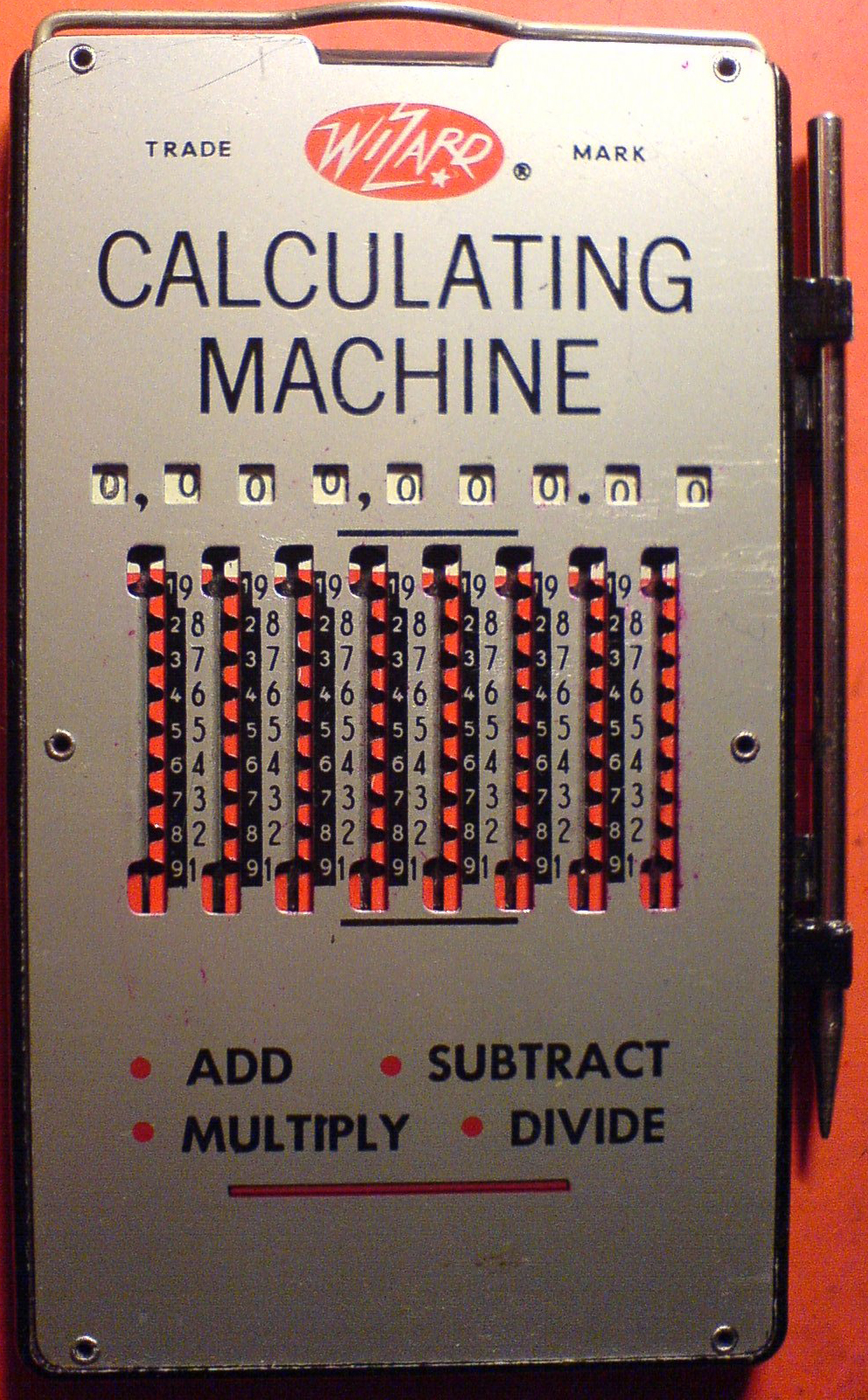
Wizard (Giappone)
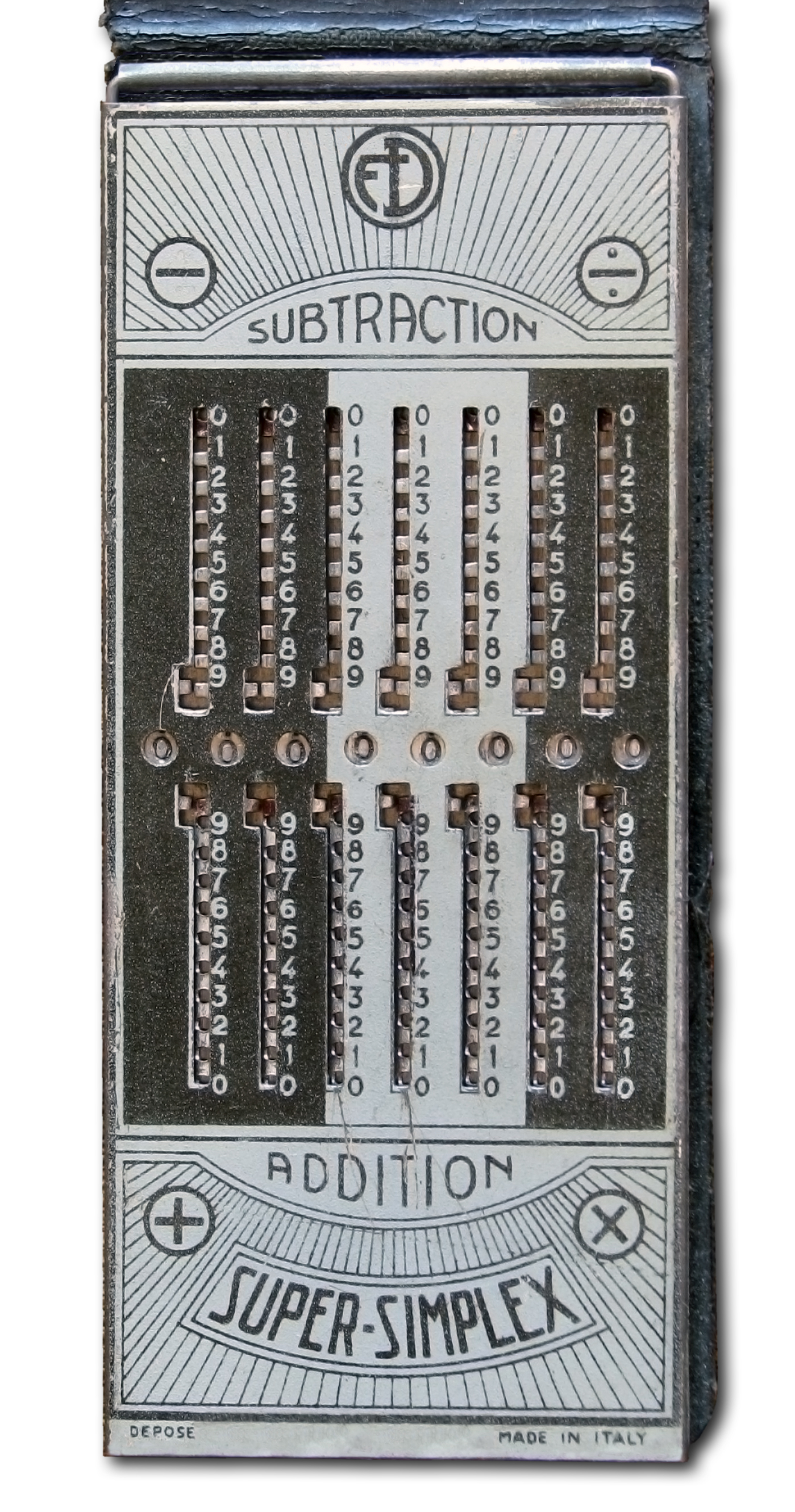
Super-Simplex (Italia)

A partire dall'inizio del XX secolo apparvero centinaia di varianti, prodotte in quasi tutti i paesi del mondo e basate sullo stesso principio di funzionamento. A parte questioni di dettaglio (es. dimensioni) la variante principale era data dalla presenza o meno (es. Wizard) di una serie di feritoie specializzata per la sottrazione e la loro posizione. La soluzione più classica era quella di porle sopra o sotto quelle per l'addizione (es. Super Simplex e Arithma). Una variante abbastanza caratteristica degli Addiator era di collocare addizione e sottrazione sulle due facciate opposte della macchina. In macchine tipo Tasco o Correntator si aveva, invece, una mascherina mobile che, a seconda della sua posizione, predisponeva le feritoie a una delle due operazioni.

## Utilizzo
Per la descrizione dell'utilizzo si fa riferimento alla versione Super-Simplex, anche se il modo di operare è il medesimo per tutte le versioni.
Sono presenti due serie di cremagliere: una, al lato inferiore, dove i numeri da addizionare si trascinano verso il basso e una, al lato superiore, dove i numeri da sottrarre si trascinano verso l'alto. Ogni spostamento in senso contrario effettuerà l'operazione di segno opposto col complemento a 10.
Va notato che non ha importanza la sequenza con la quale si addizionano o sottraggono le singole cifre.

### Addizione
Volendo calcolare una somma, per esempio 7+2, si utilizzano le cremagliere per l'addizione.
1. Si inserisce lo stilo nella tacca identificata dal primo addendo (7) e si trascina in basso.
2. Si inserisce lo stilo nella tacca identificata dal secondo addendo (2) e si trascina in basso.

Se il secondo addendo produce una somma che supera 9 (come nel caso di 7+5), anziché trascinare la guida in basso la si trascina in alto, quindi si sposta lo stilo a sinistra e si abbassa di una posizione. Questo equivale ad incrementare di 1 la cifra delle decine e ad incrementare le unità del complemento a 10.

In ogni caso, nelle finestrelle centrali si leggerà il risultato.

### Sottrazione
Volendo calcolare una differenza, ad esempio 47-19, si imposta il minuendo 47 con la cremagliera per l'addizione (posta in basso), mentre il sottraendo 19 si imposta con la cremagliera per i numeri da sottrarre (posta in alto):
1. Nella cremagliera inferiore si imposta il minuendo 47 e si trascina in basso.
2. Nella cremagliera superiore si imposta il sottraendo 19. Poiché non è possibile trascinare il 9 verso l'alto, si trascina il 9 verso il basso effettuando il riporto con il consueto spostamento a sinistra, mentre nella colonna delle decine l'1 si sposta in alto, ottenendo il risultato (28) nelle finestrelle.